# 衍射分光鏡
衍射分光鏡

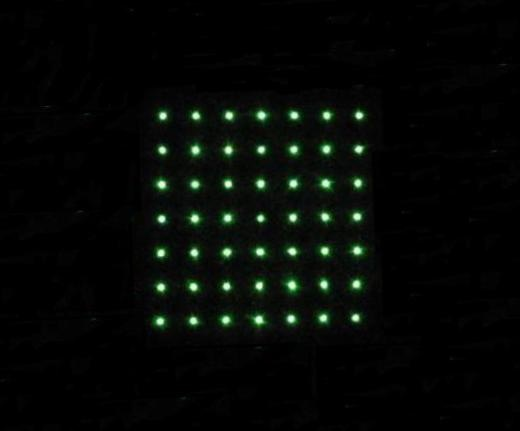
一個7x7的雷射光矩陣

為一光學儀器，能將一個光束分成多個光束，並排成陣列（1xN）或矩陣（MxN），而這些光束皆具有入射光的特性。一個衍射分光鏡是專為特定波長的光和產生特定繞射角的光束而設計，所以入射光為單色的，如雷射。

## 原理

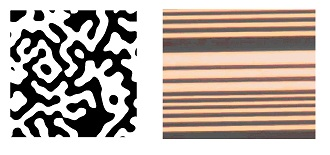
衍射分光鏡的蝕刻圖樣
左：19x19矩陣
右：1x31陣列

此儀器基於光波的特性，及繞射的原理：惠更斯－菲涅耳原理。設計繞射的式樣類似於繞射光柵，用周期性的重複圖樣令繞射光束排列成特定的組合。圖樣蝕刻的深度則與入射光的波長有關，而所蝕刻的材料亦對繞射的波長有影響。
繞射的算式為：{\displaystyle d\sin \theta _{m}=m\lambda }，d為圖樣重複周期的闊度，θm為繞射光束間的角度，m為光束分散的數目，如數值為零則指入射光直接穿透。此算式並未計算繞射光束的強度，它取決於蝕刻的圖樣，視乎用途可有許多的變化。直線陣列的圖樣是條紋形狀的，而矩陣的圖樣則更複雜。

## 應用
此儀器可與一凸透鏡合用，用以聚焦繞射光於一特定距離的平面（視乎凸透鏡的焦距及分光鏡的繞射角）之上，並能用於雷射相關的科研及工業用途，如：
- 雷射切割和刻劃，用以製造太陽能電池和液晶顯示器等
- 穿孔，用以製造香煙過濾嘴等
- 光束取樣，[4]如電能監控
- 動作感應，如Kinect等[5]
- 皮膚治療及美化[6]

## 另見
- 繞射
- 分光鏡

## 外部連結
- HOLOOR 衍射分光鏡
- Axetris Diffractive Optics
- 衍射分光鏡介紹影片 （页面存档备份，存于）
- 衍射分光鏡介紹影片 （页面存档备份，存于）